# アラーウッディーン・テキシュ
アラーウッディーン・テキシュ（ペルシア語: علاء الدين تكش Ala ad-Dunya wa ad-Din Abul Muzaffar Tekish, ? - 1200年7月3日）は、ホラズム・シャー朝の第6代君主（在位：1172年12月11日 - 1200年7月3日）。ホラズム・シャーの称号に加えて初めてスルターンを称した。

## 生涯
第4代君主イル・アルスランの長男。1172年3月に父が死んだとき、ホラズムの東、スィル川下流域のジャンド（現カザフスタン領）にいたが、ホラズムの宮廷を預かる父の未亡人が実子のジャラールッディーン・スルターン・シャー（テキシュの異母弟）を擁立した。テキシュは弟の即位を認めず、カラ・キタイ（西遼）の支援を受けてホラズムを奪還した。スルターン・シャーは母とともに南のホラーサーンに逃げ、セルジューク朝のホラーサーン君主サンジャルの旧臣でその死後にホラーサーンの支配者となっていたムアイヤド・アイアパを頼った。1173年に首都ウルゲンチで自ら即位を宣言したテキシュは、王位を巡る争いを優位に進め、翌1174年にはホラーサーンに攻め込んでアイアパを敗死させた。
スルターン・シャーはさらに南下してアフガニスタンのゴール朝に逃れ、今度は王位争いに勝利したテキシュと仲違いしたキタイ人の助けを受けてホラズムに入った。テキシュはウルゲンチに篭って守備を固め、ホラズムを守りきったが、スルターン・シャーはそのままキタイ人の援助によりホラーサーン北部の都市メルヴを奪い、再びホラズム・シャー朝は南北に分裂した。兄弟はこれら周辺勢力まで巻き込んで長く抗争を続けるが、1189年になって両者は講和、スルターン・シャーはテキシュの王位を認め、テキシュはホラズム・シャー朝の統一君主として正式にスルターンに即位した。
テキシュはホラーサーンの統治を固めてさらに西のイランへの進出を開始した。1192年にはアゼルバイジャンを支配するアタベク政権イル・ドュグュズ朝の要請を受けてイラン中央部まで兵を進めたが、弟のスルターン・シャーがウルゲンチを窺っているとの報を受けてホラズムに帰った。翌1193年、スルターン・シャーが没し、ホラズム・シャー朝はようやく統一を回復する。1194年、テキシュは改めてイランへと進出し、中央イランのレイ近郊でイラン西部を支配するセルジューク朝最後のスルターン、トゥグリル3世を敗死させ、イラク・セルジューク朝を滅亡させた。この遠征によってホラズム・シャー朝は東部イランのホラーサーンから西部イランのハマダーンまで支配領域を広げ、アッバース朝のカリフ、ナースィルに正式にスルターンの称号を認めた。1198年には再びイラクに遠征し、バグダードまで支配下に収めてカリフを庇護下におく。
その後はイランの各地で勢力をもつイスマーイール派勢力との抗争に明け暮れ、1200年に病没した。
テキシュの成功は、初期にはキタイ人、のちにはアラル海北方のテュルク系遊牧民カンクリやキプチャクの力が大きな役割を果たした。テキシュの妻のひとりテルケン・ハトゥンはカンクリの出身であり、彼女の生んだアラーウッディーン・ムハンマドがテキシュの後を継いで第7代君主に即位する。テキシュの代に西方に拡大したホラズム・シャー朝は、カンクリの力に支えられたムハンマドのもとで東方に拡大し、王朝の最大版図を実現するが、わずか2代の急速な勢力拡大は統一された軍隊と安定された支配を築くことができず、モンゴル帝国の攻撃で脆くも崩壊することになる。